# بيل غودوين
بيل غودوين (بالإنجليزية: Bill Goodwin)‏ مواليد 28 يوليو 1910 في سان فرانسيسكو، الولايات المتحدة - الوفاة 9 مايو 1958 في بالم سبرينغس، الولايات المتحدة، هو ممثل أمريكي بدأ مسيرته الفنية سنة 1941.

## الأعمال
- قصة جولسن
- المسحورة

## روابط خارجية
- بيل غودوين على موقع IMDb (الإنجليزية)
- بيل غودوين على موقع ألو سيني (الفرنسية)
- بيل غودوين على موقع أول موفي (الإنجليزية)
- بيل غودوين على موقع قاعدة بيانات الأفلام السويدية (السويدية)
- بيل غودوين على موقع ديسكوغز (الإنجليزية)
- بيل غودوين على موقع قاعدة بيانات الفيلم (الإنجليزية)
- بيل غودوين على موقع كينوبويسك (الروسية)